# 다카치촌
다카치촌(高千村)은 니가타현 사도군에 있던 촌이다. 

## 역사
- 1889년 4월 1일 - 정촌제 시행에 수반해 가모군 다카치촌이 성립하였다.
- 1896년 4월 1일 - 군 통합에 의해 사도군에 소속되었다.
- 1956년 9월 30일 - 아이카와정, 소토카이후촌과 합병해, 아이카와정이 신설되어 소멸하였다.

## 참고문헌
- 『市町村名変遷辞典』東京堂出版、1990年。